# Pilar Espuña i Domènech
Pilar Espuña Domènech (Barcelona, 19 de juny de 1928- 6 de maig de 2010) fou una treballadora de banca coneguda sobretot pel seu activisme feminista i per ser militant obrera cristiana.

## Biografia
Va néixer Barcelona, al barri de Vilapicina i la Torre Llobeta, l'any 1928. Als 16 anys es va incorporar a l'empresa Banesto i en les seves oficines va treballar fins a la jubilació el 1988. Va entrar a l'Hermandad Obrera de Acción Católica (HOAC) el 1966. Aquest mateix any va ésser escollida pels seus companys de treball, enllaç sindical de banca i a partir d'aquest moment sempre va romandre compromesa en la defensa dels drets dels treballadors de la seva empresa.
Va formar part de la Coordinadora de Banca i va militar en el moviment assembleari. El 1966 va entrar al moviment feminista. El 1967 va assumir la responsabilitat diocesana de difusió de l'HOAC i el 1969 va ser la primera dona elegida presidenta de l'HOAC de Barcelona, càrrec que va tornar a exercir a principis dels anys vuitanta.
El 1972 va entrar a la Fraternitat Jesús-Caritas, de la qual va ésser responsable regional a Catalunya. Al final de la dictadura, va participar en el grup polític clandestí UCL (Unión Comunista de Liberación). El 1983 va entrar al MCC (Moviment Comunista de Catalunya) i quan aquest es va fusionar amb la Lliga Comunista Revolucionària, es va incorporar al nou partit Revolta. També, l'any 1987, va ésser fundadora i presidenta del grup Dona i Presó, del Moviment Feminista a Ca la Dona, i es va vincular a la lluita a favor de la millora de les condicions de vida a les presons.
Va ser també membre de l’Associació de Veïns i Veïnes del Turó de la Peira, i responsable i coordinadora de la Vocalia de Dones del Centre Cívic Can Basté.

## Fons personal
El 7 de juliol de 1982 el seu fons personal va ingressar a l'Arxiu Nacional de Catalunya, en concepte de donació, on es conserva des de llavors.
El fons conté la documentació reunida per Espuña; destaca la documentació generada en funció de la seva activitat política i associativa, principalment la relacionada amb el moviment obrer i amb diverses organitzacions sindicals (UGT, USO, CCOO, CNT) vinculada al sector de la banca (eleccions sindicals, convenis, acords, fullets i altres publicacions). També, i en aquest sentit, cal destacar la documentació relacionada amb l'oposició al franquisme, des de diferents partits polítics (PSUC, MCC, PCC, Esquerra Comunista), des d'associacions eclesials (Fraternitat Jesús-Caritas i Hermandad Obrera de Acción Católica) i des de diversos moviments socials d'oposició (col·lectius de dones, associacions de veïns de diferents barris de Barcelona, etc.). El fons conserva, a més, nombroses publicacions periòdiques d'origen eclesiàstic i de temàtica obrera.

## Reconeixement i memòria
Al març de 2021 el lenari del districte va aprovar donar el seu nom a uns jardins del barri del Turó de la Peira, entre els carrers de Sant Iscle i Pi i Molist, on sempre visqué. Van ser inaugurats al juny de 2022.